# Abild (plaats)
Abild (Duits:Abel im Schleswig) is een plaats in de Deense regio Zuid-Denemarken, gemeente Tønder, en telt 649 inwoners (2007).